# Anam Imo
Anam Imo (30 novembre 2000) è una calciatrice nigeriana, attaccante del Piteå IF e della nazionale nigeriana.

## Carriera

### Club
Anam Imo inizia la carriera in patria, disputando il campionato nigeriano con le Nasarawa Amazons, squadra di calcio femminile che rappresenta lo stato federale di Nassarawa.
Nel 2019 sottoscrive un contratto con il Rosengård, debuttando in Damallsvenskan l'11 maggio, alla 5ª giornata di campionato, nell'incontro perso 3-2 in trasferta con il Limhamn Bunkeflo dove rileva Anja Mittag al 73', siglando la sua prima rete 4 giorni più tardi, quella che all'85' fissa sul 2-0 il risultato con le campionesse in carica del Piteå IF.

### Nazionale
Nel 2018 Anam Imo viene selezionata per vestire la maglia della formazione Under-20 approdata all'edizione di Francia 2018 del Campionato mondiale di categoria. In quell'occasione viene impiegata dal tecnico Christopher Musa in tutte le quattro partite giocate dalla sua nazionale fino ai quarti di finale, dove la Nigeria viene eliminata dalla Spagna under 20.
Precedentemente aveva debuttato anche nella nazionale maggiore, inserita in rosa nell'incontro amichevole con la Francia del 6 aprile e dove le europee si imposero per 8-0. In seguito viene convocata per la Coppa delle nazioni africane di Ghana 2018 dal nuovo commissario tecnico Thomas Dennerby dove condivide con le compagne la conquista del titolo di campione d'Africa e l'accesso al Mondiale di Francia 2019.
Dennerby continua a darle fiducia, convocandola anche per l'edizione 2019 della Cyprus Cup dove Imo, impiegata in tutti i quattro incontri del torneo, va a segno in due occasioni, siglando la rete del definitivo 4-2 sulle avversarie della Slovacchia nella fase a gironi e quella che fissa l'incontro per il settimo posto sul 3-0 con la Thailandia.

## Palmarès

### Club
- Campionato svedese: 1

Rosengård: 2019

### Nazionale
- Coppa delle nazioni africane femminile: 1

2018